# Cernik (ort i Kroatien, Gorski kotar)
Cernik är en ort i Kroatien.   Den ligger i länet Gorski kotar, i den västra delen av landet, 130 km väster om huvudstaden Zagreb. Cernik ligger 277 meter över havet och antalet invånare är 1 351.
Terrängen runt Cernik är huvudsakligen kuperad, men åt nordost är den bergig. Havet är nära Cernik åt sydväst. Runt Cernik är det ganska tätbefolkat, med 56 invånare per kvadratkilometer. Närmaste större samhälle är Rijeka, 7,3 km väster om Cernik. 